# لیتیم هیدروکسید
هیدروکسید لیتیم یک ترکیب معدنی با فرمول شیمیایی LiOH است. این ترکیب، بلورهایی سفید با ویژگی نم‌بینی دارد؛ در آب و اندکی در اتانول حل می‌شود. هیدروکسید لیتیم در قالب انیدروز و مونوهیدرات (LiOH.H2O) به صورت تجاری در دسترس است. هر دوی این مواد بازهایی قوی اند اما نسبت به هیدروکسیدهای فلزهای قلیایی ضعیف‌ترین اند.

## تولید و واکنش
هیدروکسید لیتیم از راه واکنش جانشینی دوگانه میان لیتیم کربنات و کلسیم هیدروکسید بدست می‌آید:
Li2CO3 + Ca(OH)2 → 2 LiOH + CaCO3
هیدرات تولید شده در ابتدا با گرمادهی تا دمای ۱۸۰ درجهٔ سانتیگراد دهیدراته می‌شود.
در آزمایشگاه تولید هیدروکسید لیتیم با افزودن آب به لیتیم یا لیتیم اکسید بدست می‌آید:
2 Li + 2 H2O → 2 LiOH + H2
Li2O + H2O → 2 LiOH
معمولاً از چنین واکنش‌هایی پرهیز می‌شود.
با اینکه لیتیوم کربنات کاربرد بیشتری دارد اما در تولید نمک‌های لیتیم از هیدروکسید آن بیشتر استفاده می‌شود، مانند:
LiOH + HF → LiF + H2O.

## کاربرد
از هیدروکسید لیتیم بیشتر در تولید گریس‌های لیتیم استفاده می‌شود. یک گریس لیتیم شناخته شده، استئارات لیتیوم است که به دلیل مقاومت بالایش در برابر آب و کاربرد در دماهای بالا و پایین به عنوان گریس روان‌کننده کاربرد بالایی دارد.
از هیدروکسید لیتیم در پالوده سازی گازهای تنفسی در فضاپیماها و زیردریایی‌ها استفاده می‌شود، با کمک آن، با تولید آب و لیتیوم کربنات، کربن دی‌اکسید از گازهای تنفسی حذف می‌شود و قابل تنفس می‌شود:
2 LiOH·H2O + CO2 → Li2CO3 + 3 H2O
یا
2LiOH + CO2 → Li2CO3 + H2O

### کاربردهای دیگر
در تولید الکترولیت باتری، سرامیک، برخی سیمان‌های پرتلند و … کاربرد دارد. همچنین در رآکتور آب فشرده در کنترل خوردگی کاربرد دارد.
قیمت هیدروکسید لیتیم در سال ۲۰۱۲، ۵۰۰۰ تا ۶۰۰۰ دلار به ازای هر تُن بود.